# 対称関係
対称関係（たいしょうかんけい、英: Symmetric relation）は、数学における二項関係の一種。集合 X における二項関係 R が「対称」であるとは、X に属する全ての a および b について、aRb が成り立つなら bRa も成り立つことをいう。
数学的に記述すると次のようになる。
{\displaystyle \forall a,b\in X,\ aRb\Rightarrow \;bRa}
対称関係と反対称関係（aRb かつ bRa ならば b = a）とは正確には反対の意味ではない。対称的かつ反対称的な関係もあるし（等号など）、対称的でも反対称的でもない関係もあり（約数）、対称的だが反対称的でない関係（合同式における合同関係）や対称的でないが反対称的な関係（≦や≧）もある。

## 対称関係を含む属性
同値関係推移的かつ反射的な対称関係

## 例
- 「（A は B と）結婚している」は対称関係だが、「（A は B より）小さい」は対称関係ではない。
- 「（A は B と）等しい（等式）」。
- 「A は奇数であり、かつ B も奇数である」。